# ポップ・スモーク
ポップ・スモーク（英: Pop Smoke、本名: Bashar Barakah Jackson、1999年7月20日 - 2020年2月19日）は、アメリカ合衆国ニューヨーク州ブルックリン出身のラッパー、歌手、ソングライター、ヒップホップミュージシャン。2019年の楽曲「Welcome to the Party」のヒットで知られており、2010年代末のブルックリン・ドリルを代表するアーティストとして活躍した。
2018年に音楽活動をスタートし、シカゴのドリル・アーティストよりもミニマルでアグレッシブなサウンドを採用したUKのドリル・アーティストやプロデューサーとのコラボレーションを多く行なう。2019年4月に楽曲「Welcome to the Party」がヒットし、Republic Recordsと契約。7月にデビュー・ミックステープ『Meet the Woo』をリリースする。収録曲の「Dior」は全米初登場22位を記録。2020年2月に2作目のミックステープ『Meet the Woo 2』をリリース、全米7位を記録する。このリリースから2週間後、ポップ・スモークは滞在中だったロサンゼルスで家宅侵入してきた強盗から銃撃を受け、20歳で亡くなった。死後の2020年7月にデビューアルバム『Shoot for the Stars, Aim for the Moon』がリリースされ、Billboard 200で初登場1位を記録。アルバムに収録された全19曲すべてがBillboard Hot 100にチャートインした。

## 来歴

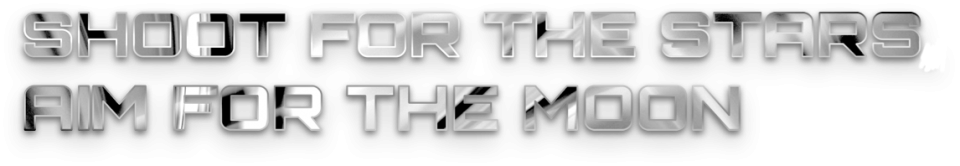
デビューアルバムのロゴ

ポップ・スモークは2018年に音楽キャリアをスタートさせ、ニューヨークのドリル・シーンで人気の曲をリミックスするなどした後、オリジナル曲の制作に乗り出した。アーティスト名であるPop Smokeは、Poppa（パナマ人の祖母から与えられたニックネーム）とSmoke（幼馴染から与えられたニックネームの一部）を組み合わせたものである。
2018年12月19日、Pop Smokeはデビューシングル「MPR」をリリースする。2019年1月28日にはシングル「Flexing'」をリリースし、1日でYouTubeで10万回以上の再生回数を記録した。2019年4月、ポップ・スモークはユニバーサルミュージックの子会社であるVictor Victor Worldwideと契約した。2019年4月23日、Pop Smokeは808Meloがプロデュースしたシングル「Welcome to the Party」をリリースする。 同曲はその後、ニッキー・ミナージュとSkeptaをフィーチャリングした2種類のリミックスが制作されている。この曲はポップ・スモークの特徴であるUKのドリル・プロダクションを使用していることで注目された。これはイギリスのドリル・プロデューサー808Meloとの頻繁なコラボレーションによるものであった。7月26日、デビュー・ミックステープ『Meet the Woo』をリリースする。収録曲の「Dior」は全米初登場22位を記録している。12月にはトラヴィス・スコットとのコラボレーション楽曲「Gatti」をリリースした。
2020年2月7日、2枚目のミックステープ『Meet the Woo 2』をリリースする。ミックステープはBillboard 200で7位を記録した。このリリースから2週間後の2月19日、ポップ・スモークは滞在中だったロサンゼルスで家宅侵入してきた強盗から銃撃を受け、20歳で亡くなった。
5月14日、ポップ・スモークのマネージャーであるSteven Victorは、デビューアルバムが6月12日にリリースされることを発表する。しかし、発売日はジョージ・フロイドの抗議活動に敬意を払うため延期された。7月3日、デビューアルバム『Shoot for the Stars, Aim for the Moon』がリリースされ、Billboard 200で初登場1位を記録。カナダ、イギリス、オーストラリアなどでも1位を記録し、世界的なヒットとなった。Billboard Hot 100ではアルバムに収録された全19曲がすべてチャートインを果たした。

## 人物

### 死因
2020年2月19日、ポップ・スモークは滞在先のカリフォルニア州ロサンゼルス・ハリウッドヒルズの住宅で、強盗に家宅侵入され2発の銃撃を受けて死亡した。捜査当局によると、2月19日の午前4時30分頃、フードを被った4人の男が自宅に侵入、そのうちの1人はスキーマスクを着用し、拳銃を所持していた。警察は通報で自宅侵入の知らせを受け6分後に現場に到着し、ポップ・スモークが複数の銃創を負っているのを発見した。彼はシダーズ・サイナイ医療センターに運ばれたが、そこで死亡が確認された。2月21日、ロサンゼルス郡検視官は、ポップ・スモークの死因は胴体への銃撃であることを明らかにしている。その後、ポップ・スモークはブルックリンのグリーンウッド墓地に埋葬された。
7月10日、ポップ・スモークの殺害に関与したとして5人が逮捕された。19歳・18歳・17歳・15歳の男4人は殺人容疑で起訴され、5人目の21歳の男は殺人未遂で起訴された。

## ディスコグラフィ
スタジオアルバム
- Shoot for the Stars, Aim for the Moon (2020年)